# Faktura monofoniczna
Faktura monofoniczna – inaczej jednogłosowość. Utwór utrzymany w fakturze monofonicznej pozbawiony jest akompaniamentu, a tym samym elementu harmonicznego. Przeciwieństwem jest polifonia.

## Przykłady
- hejnał Mariacki
- Bogurodzica
- pieśni ludowe